# UFC 52
UFC 52: Couture vs. Liddell 2 è stato un evento di arti marziali miste tenuto dalla Ultimate Fighting Championship il 16 aprile 2005 all'MGM Grand Garden Arena di Las Vegas, Stati Uniti d'America.

## Retroscena
L'evento toccò un nuovo record di incassi in biglietteria, con un totale di 2.575.450$.
Dan Severn venne inserito nella Hall of Fame dell'UFC.
Patrick Côté avrebbe dovuto affrontare Lee Murray, ma quest'ultimo diede forfait per problemi legati al viaggio dall'Europa agli Stati Uniti e venne sostituito con Joe Doerksen.

## Risultati

### Card preliminare
- Incontro categoria Pesi Massimi:  Mike van Arsdale contro  John Marsh

van Arsdale sconfisse Marsh per decisione unanime (29–28, 29-28, 29-28).
- Incontro categoria Pesi Medi:  Joe Doerksen contro  Patrick Côté

Doerksen sconfisse Côté per sottomissione (strangolamento da dietro) a 2:35 del terzo round.
- Incontro categoria Pesi Medi:  Ivan Salaverry contro  Joe Riggs

Salaverry sconfisse Riggs per sottomissione (strangolamento triangolare) a 2:42 del primo round.

### Card principale
- Incontro categoria Pesi Welter:  Georges St-Pierre contro  Jason Miller

St-Pierre sconfisse Miller per decisione unanime (30-27, 30-27, 30-27).
- Incontro categoria Pesi Medi:  Matt Lindland contro  Travis Lutter

Lindland sconfisse Lutter per sottomissione (strangolamento a ghigliottina) a 3:13 del secondo round.
- Incontro per il titolo dei Pesi Welter:  Matt Hughes (c) contro  Frank Trigg

Hughes sconfisse Trigg per sottomissione (strangolamento da dietro) a 4:05 del primo round e mantenne il titolo dei pesi welter.
- Incontro categoria Pesi Mediomassimi:  Renato Sobral contro  Travis Wiuff

Sobral sconfisse Wiuff per sottomissione (armbar) a 0:24 del secondo round.
- Incontro per il titolo dei Pesi Mediomassimi:  Randy Couture (c) contro  Chuck Liddell

Liddell sconfisse Couture per KO (pugni) a 2:06 del primo round e divenne il nuovo campione dei pesi mediomassimi.